# Boehringer Ingelheim
Pour les articles homonymes, voir Bohringer.
 (janvier 2018).
Si vous disposez d'ouvrages ou d'articles de référence ou si vous connaissez des sites web de qualité traitant du thème abordé ici, merci de compléter l'article en donnant les références utiles à sa vérifiabilité et en les liant à la section « Notes et références ».
Boehringer Ingelheim est une compagnie pharmaceutique allemande. C'est un groupe international avec 144 filiales dans 45 pays, et au 15e rang des leaders de l'industrie pharmaceutique présents partout dans le monde.[réf. nécessaire]
La société est classée au onzième rang mondial du secteur de la médication familiale, mais au huitième rang en France.[réf. nécessaire]

## Histoire
En 1885, Albert Boehringer achète une petite usine chimique à Ingelheim qui fabrique de l'acide tartrique. Le premier produit pharmaceutique de l'entreprise, le Laudanon (analgésique basé sur l'opium), est commercialisé en 1912[réf. nécessaire]. Quinze ans plus tard, Heinrich Otto Wieland, chercheur chez Boehringer, s'est vu décerner le prix Nobel pour ses recherches sur « la composition de l'acide biliaire et des substances voisines ».
Plusieurs médicaments et traitements sont commercialisés dans les décennies suivantes : Aludrin, traitement contre l’asthme, en 1941, Micardis en 2000, et Spiriva, contre la BPCO, en 2002. L'année suivante, le Respimat nébuliseur est enregistré.
Son chiffre d'affaires mondial, en 2005, s’élève à 10 milliards d’euros.
En juillet 2015, Hikma acquiert les activités génériques américaines de Boehringer Ingelheim pour 2,65 milliards de dollars.
En décembre 2015, Sanofi est en discussion exclusive avec Boehringer Ingelheim pour la vente de Merial, en échange de la division de médicaments sans prescription de Boehringer et d'un acompte de 4,7 milliards de dollars.
En octobre 2016, Eli Lilly annonce l'acquisition des activités vétérinaires aux États-Unis de Boehringer Ingelheim pour 885 millions de dollars.
Le 2 janvier 2017, Boehringer Ingelheim acquiert le groupe pharmaceutique dédié à la santé animale Merial qui appartenait à Sanofi. La transaction est effectuée sous forme de transfert d'actifs, le laboratoire français cédant sa division de santé animale Merial en échange des activités de médicaments sans ordonnance de Boehringer Ingelheim.
Le 10 décembre 2018, le groupe annonce une réorganisation de ses activités en France consécutive à l'acquisition de Merial en 2017, se concrétisant par la suppression de plus de 300 postes dans ses divisions "santé animale" et "santé humaine".

## Recherche et développement
Boehringer Ingelheim investit 16 % de son chiffre d'affaires pour un budget de recherche et développement. La France est un moteur à tous les niveaux de la recherche clinique, l'entreprise y possède donc l'une des structures de recherche clinique les plus importantes du groupe. Cette équipe comprend une centaine de personnes.
La recherche fondamentale du groupe est répartie sur 5 sites : 
- Biberach – Allemagne
- Laval (Québec) - Canada
- Ridgefield - États-Unis
- Vienne - Autriche
- Kawanishi - Japon

### Domaines thérapeutiques
Boehringer Ingelheim a cinq branches d’activité : Santé animale, Biotechnologies, Médication familiale, Chimie et Prescription/Hôpital. Les domaines thérapeutiques sont : 
- Cardiologie
- Diabétologie
- Pneumologie
- Système nerveux central
- Virologie
- Urologie
- Immunologie
- Oncologie

### Produits de pharmacie
- Pradaxa avec Dabigatran etexilate [(anticoagulant oral, inihibiteur direct de la thrombine (anti-facteur IIa). Indications: Prévention de l'accident vasculaire cérébral (AVC) et de l'embolie systémique (ES) chez les patients présentant une fibrillation auriculaire non valvulaire, et prévention primaire des événements thromboemboliques veineux.)].
- Trajenta avec Linagliptine [(antidiabétique oral pour le traitement du diabète de type 2)].
- Spiriva avec bromure de Tiotropium [(thérapie de la broncho-pneumopathie chronique obstructive des voies respiratoires (BPCO). Capsule à inhaler avec le HandiHaler)].
- Giotrif avec Afatinib, inhibiteur de tyrosine kinase contre le cancer bronchique non à petites cellules avec mutation du récepteur de l'EGF. Comprimé oral.
- Actilyse avec Altéplase contre l'infarctus du myocarde et les accidents vasculaires cérébraux (voir aussi Thrombolyse)
- Alna pour la thérapie des maladies de prostate
- Berodual avec Ipratropiumbromid + Fenoterol pour l'asthme bronchiale
- Catapressan (clonidine) contre l'hypertension artérielle et l'hyperactivité.
- Cymbalta contre la dépression
- Micardis avec Telmisartan
- Mobic avec Meloxicam, un anti-inflammatoire non stéroïdien contre l'arthrite
- Sifrol avec pramipexole contre la maladie de Parkinson
- Thomapyrin avec acide acétylsalicylique, Caféine et Paracétamol.
- Viramune  médicaments antiviraux contre le VIH

### Produits de microsystème
Le site de Dortmund est responsable pour la recherche et la fabrication des microsystèmes en combinaison avec les produits de pharmacie pour le système respiratoire. Des biopuces y sont également fabriquées.

### Blockbusters
Spiriva, un nouveau traitement de B.I. de la BPCO vient de dépasser le milliard de dollars américains de ventes sur 12 mois, après trois années de mise sur le marché dans le monde[Quand ?]. C'est le premier blockbuster du groupe.

### Programme de dons
Le virus VIH, agent responsable de l'infection au VIH (Sida), frappe actuellement plus de 45 millions de personnes au niveau mondial, et plus particulièrement dans l'Afrique sud-saharienne, ou les pays en développement.
Répondant à l'appel à la mobilisation du Secrétaire général des Nations unies Kofi Annan, Boehringer Ingelheim, aux côtés d'autres laboratoires et d'agences onusiennes, s'est résolument engagé en faveur de l'accès aux antirétroviraux dans les pays du Sud, avec un programme de dons et de prévention de la transmission mère-enfant du virus VIH. Plus de 400 000 couples mère-enfant ont déjà été traités dans 55 pays[Quand ?].

## Logo
Le logo de Boehringer Ingelheim est une tour de Charlemagne à Ingelheim, qui se veut un symbole pour une entreprise européenne. Il s'agit d'une interprétation de la partie centrale du palais impérial de Charlemagne. Le roi des Francs, couronné Empereur, est resté à Ingelheim pendant la fin du VIIIe siècle, probablement vers 774.

## Activité de lobbying
Selon le Center for Responsive Politics, les dépenses de lobbying de Boehringer Ingelheim aux États-Unis s'élèvent en 2017 à 2 480 000 dollars.
Boehringer Ingelheim est inscrit depuis 2015 au registre de transparence des représentants d'intérêts auprès de la Commission européenne. Il déclare en 2017 pour cette activité des dépenses annuelles d'un montant compris entre 300 000 et 400 000 euros.

Pour l'année 2017, Boehringer Ingelheim déclare à la Haute Autorité pour la transparence de la vie publique exercer des activités de lobbying en France pour un montant qui n'excède pas 25 000 euros.

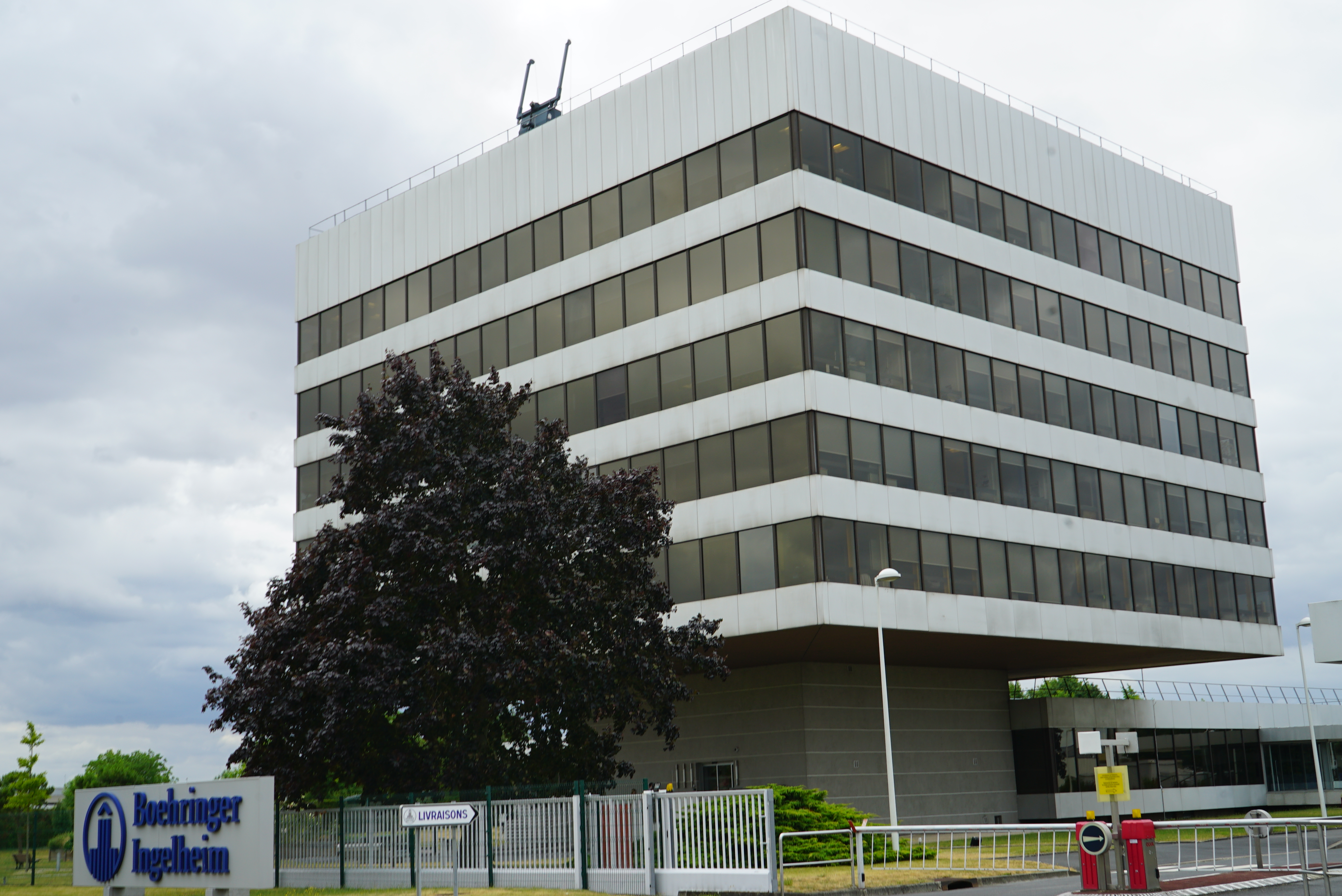
Boehringer Ingelheim rue André Huet à Reims.

## Boehringer Ingelheim France
Les marchés pour Boehringer Ingelheim France sont la France et le Maghreb. Boehringer Ingelheim est une entreprise à capitaux familiaux. Les  laboratoires de recherche se situent à Lyon St Priest et St Vulbas et Reims.
Le groupe Allemand possède des usines de fabrication dans les villes suivantes :
- Toulouse : production de produits pharmaceutiques et biologiques vétérinaires, emploie 420 personnes ;
- St Herblon : développement, production et conditionnement de produits pharmaceutiques vétérinaires, emploie 92 personnes ;
- Lentilly : centre de répartition, conditionnement et stockage de vaccins vétérinaires, emploie 135 personnes ;
- Lyon Gerland et Portes des Alpes : production de vaccins vétérinaires, emploie 745 personnes.

Le groupe emploie un total de 2800 personnes, dont 2300 issues de l'acquisition de Merial en 2017. Les activités françaises  ont représenté un chiffre d'affaires total de 1 milliard d'euros en 2017, dont 575 millions à l'export.